# كارل هنري
كارل هنري (بالنرويجية البوكمول: Carl Henry)‏ هو رئيس تحرير صحيفة وناشط سلام وسياسي نرويجي، ولد في 17 نوفمبر 1905، وتوفي في 2 ديسمبر 1995. حزبياً، نشط في حزب العمال. وقد انتخب عضو برلمان النرويج ‏.